# تامدة (كدية بني دغوغ)
تامدة هي إحدى مشيخات المملكة المغربية، تتبع جغرافيا لإقليم سيدي بنور وإداريًا لكدية بني دغوغ. يقدر عدد سكانها بـ 8951 نسمة حسب الإحصاء الرسمي للسكان والسكنى لسنة 2004.